# Saint-Ost
 Saint-Ost  là một xã của tỉnh Gers, thuộc vùng Occitanie, tây nam nước Pháp.